# تپه شهر سوخته ۲۱۶
تپه شهر سوخته ۲۱۶ مربوط به هزاره سوم قم است و در شهرستان زابل، بخش شیب آب، دهستان لوتک، روستای حومه شهر سوخته، ۱۲/۷ک متری جنوب غربی پایگاه باستان‌شناسی شهر سوخته واقع شده و این اثر در تاریخ ۱۵ اسفند ۱۳۸۵ با شمارهٔ ثبت ۱۷۹۴۰ به‌عنوان یکی از آثار ملی ایران به ثبت رسیده است.